# Hyperthaema elysiusa
Hyperthaema elysiusa är en fjärilsart som beskrevs av William Schaus 1933. Hyperthaema elysiusa ingår i släktet Hyperthaema och familjen björnspinnare. Inga underarter finns listade i Catalogue of Life.